# FK Balkan Skopje
Maillots
Le Fudbalski Klub Balkan Skopje (en macédonien : фудбалски клуб Балкан Скопје), plus couramment abrégé en Balkan Skopje, est un ancien club macédonien de football fondé en 1921 et disparu en 2012, et basé à Skopje, la capitale du pays.

## Histoire
Le club est fondé en 1921.
Il passe sept saisons dans la première division du championnat de Macédoine et termine troisième à deux reprises, une fois en 1992-93 et une autre fois en 1993-94.

### Rivalité
Le FK Balkan Skopje entretenait une rivalité avec l'équipe du FK Sloga Jugomagnat, avec qui le club partageait son stade.

## Palmarès
| Compétitions nationales                                |
| ------------------------------------------------------ |
| - Championnat de Macédoine (1) : - Champion : 1989-90. |